# Короневская, Мария Сергеевна
Мария Сергеевна Короневская (4 декабря 1926, Приямино, Борисовский округ — 1 декабря 2000) — советская колхозница. Герой Социалистического Труда (1966).

## Биография
Мария Короневская родилась 4 декабря 1926 года в селе Приямино Холопеничского района Борисовского округа Белорусской ССР (сейчас Крупского района Минской области Белоруссии).
После Великой Отечественной войны перебралась в Гродненскую область.
Заведовала клубом в селе Хоросица Новогрудского района.
С 1955 года руководила льноводческим звеном в колхозе имени Сталина (с 1961 года — «Рассвет») Любченского (с 1956 года — Новогрудского) района Барановичской (с 1954 года — Гродненской) области. Постоянно повышала квалификацию, внедряла химическую прополку и применение минеральных удоблений.
Постепенно звено Короневской достигло урожайности до 11 центнеров льноволокна и 10 центнеров семян льна с гектара. В 1965 году звено собрало 12,4 центнера льноволокна и 10,4 центнера семян с гектара. Этот результат был лучшим в Гродненской области и оставался непревзойдённым десять лет.
30 апреля 1966 года Указом Президиума Верховного Совета СССР за достигнутые успехи, достигнутые в увеличении производства и заготовок льна, удостоена звания Героя Социалистического Труда с вручением ордена Ленина и золотой медали «Серп и Молот».
В 1966 году из-за тяжёлой болезни перешла из льноводства в животноводство.
Жила в Хоросице.
Умерла 1 декабря 2000 года.
Награждена медалями.